# هاینریش گوستاو رایشنباخ
هاینریش گوستاو رایشنباخ (انگلیسی: Heinrich Gustav Reichenbach؛(زاده ۳ ژانویه ۱۸۲۳ - درگذشته ۶ مه ۱۸۸۹)گیاه‌شناس وبهترین متخصص تیره ثعلبیان اهل  کشور آلمان بود. پدرش لودویگ رایشنباخ هم یک گیاه‌شناس آلمانی تبار شناخته شده و معروف بود.